# Sid the Science Kid
Sid the Science Kid ist eine animierte amerikanische Fernsehserie. Die Erstausstrahlung erfolgte am 1. September 2007 auf PBS Kids (USA) sowie Children’s Independent Television.

## Handlung
Die Hauptfigur in der Serie ist Sid, ein „neugieriger junger Mann“, der sich mit Fragen befasst, die Kinder zu wissenschaftlichen Grundprinzipien haben und warum die Dinge so funktionieren, wie sie es tun. Er versucht, mit Hilfe seiner Klassenkameraden (May, Gerald und Gabriela), der Lehrerin Susie und seiner Familie (seiner Mutter Alice, seinem Vater Mort, seiner Großmutter Rose und seinem kleinen Bruder Zeke) Fragen zu beantworten und Probleme zu lösen.
Der konzeptionelle Inhalt von Sid basiert auf nationalen naturwissenschaftlichen Lernstandards, kognitiver Lerntheorie und dem naturwissenschaftlichen Lehrplan für Vorschulkinder, Preschool Pathways to Science.
Die Episoden jeder Woche drehten sich um ein einzelnes wissenschaftliches Thema oder Konzept. Die erste Woche (Episoden 1 – 5) konzentrierte sich auf wissenschaftliche Instrumente und Konzepte, wie Diagramme, Beobachtung, Schätzung und Messungen. Die zweite Woche (Episoden 6 – 10) konzentrierte sich auf Veränderungen und Transformationen, einschließlich Zerfall, Wachstum, Einfrieren und Schmelzen sowie die Auswirkungen von Hitze. Die dritte Woche (Episoden 11 – 15) befasste sich mit den Sinnen des Menschen. Die vierte Woche (Episoden 16 – 20) beschäftigte sich mit der Gesundheit. Die fünfte Woche (Episoden 21 – 25) zeigte einfache Maschinen, die sechste Woche (Episoden 26 – 30) Nachwuchswissenschaftler. Die siebte Woche (Episoden 31 – 35) befasste sich mit dem menschlichen Körper und die achte Woche (Folgen 36 – 40) mit dem Wetter. Die Freitagsausstellungen sollten das zentrale Konzept der Woche überprüfen, verstärken und zusammenfassen.
Ein wiederkehrendes Segment, „Good Laughternoon“, zeigt die Kinder, die in einer bunten Spielplatzstruktur Tafeln öffnen und Witze erzählen. Das Format und das Set lehnen sich stark an die „Witzwand“ von Rowan & Martins Laugh-In, der stöhnenden Wand von Square One TV und den „Spindwitzen“ von You Can't Do That. Andere wiederkehrende Elemente sind die Sparte „Was ist die große Idee?“,  die Frühstückszeit, in der Alice oder Mort Sid etwas beibringen, das mit dem Problem zu tun hat, The Sid Survey, das Segment, in dem Sid May, Gerald und Gabriela Fragen stellt. Dazu die Rug Time, wo Sid seinen Freunden und seinem Lehrer etwas Anschauliches über das Problem zeigt, das Super Fab Lab, in dem die Wissenschaftler das Labor zusammen mit einem Live-Action-Kurs (in Zeitraffer) aufbauen, in dem das Experiment des Tages durchgeführt wird. Spielzeit; Wenn die Klasse ein Experiment beendet hatte, spielten die Kinder entweder im Klassenzimmer oder auf dem Spielplatz. Weitere Elemente sind: Mit Susie ein Lied zum Experiment oder Thema singen; auf dem Rücksitz fahren mit Oma; Scientist in the House !, wenn Sid das Problem löst und/oder nach der Schule mit seiner Familie spielt; und „Sids Super-Duper-Ooper-Schmooper Big Idea!“, wo Sid darüber nachdenkt, was er tun wird, um ein Problem zu lösen.

## Produktion
Die Serie entstand bei KCET und The Jim Henson Company.